# Indoiranski narodi
Ovo je glavno značenje pojma Arijci, za druga značenja pogledajte Arijci (razdvojba)
Indoiranski narodi (ili Arijci) pripadaju podskupini Indoeuropljana, a karakterizira ih upotreba indoiranskih jezika.

## Podjela
U indoiranske narode spadaju:
- Iranski narodi
- Indoarijski narodi
- Nuristanski narodi (ponekad se svrstavaju i među dvije veće podskupine)

## Poveznice
- Indoiranski jezici

## Vanjske poveznice
- Elena E. Kuz'mina: The Origin of the Indo-Iranians (2007.)
- Encyclopædia Iranica: Aryans (R. Schmitt, 1987.)  Arhivirana inačica izvorne stranice od 8. prosinca 2010. (Wayback Machine)